# Cinemaware
Cinemaware — компания разработчик и издатель компьютерных игр, которая выпустила в 1980-е несколько известных игр по мотивам фильмов. Компания была создана в 1985 году, обанкротилась в 1991 году. В 2000 году она была создана вновь, уже под именем Cinemaware Inc., и в 2005 была поглощена компанией eGames.

## Cinemaware Corp. (1985—1991)
Компания была основана в 1985 году Бобом и Филлис Джейкоб. Первым релизом компании стала Defender of the Crown, стратегическо-приключенческая игра, с графическим оформлением, которое было признано исключительным для того времени.
Боб Джейкоб был большим любителем кино, и Cinemaware выпустила несколько игр, отражающих различные киножанры.
Игры обычно выходили прежде всего на Amiga — самом производительном домашнем компьютере того времени, а затем уже портировались на другие платформы. Defender of the Crown стала наиболее портируемой игрой компании.
С некоторого времени компания также занялась спортивными играми, сделав серию «TV Sports», важным элементом которой были элементы спортивных трансляций, такие как анонсы в студии спортивных новостей. В серию «TV Sports» вошли баскетбол, хоккей на льду и футбол. Часть игр стала известна под маркой «TV Sports» только в Европе, так TV Sports: Boxing и TV Sports: Baseball были изданы в США компанией Data East как ABC Wide World of Sports Boxing и Bo Jackson Baseball.
В 1991 году Cinemaware пришла к банкротству. Во время портирования игры S.D.I. на другую платформу, один из владельцев компании настоял на добавлении новых возможностей, в результате чего время разработки увеличилось и выпуск игры задержался. В то же время, в разгар экономического спада, продажи уже вышедших игр упали, и компания понесла убытки. Также компания не получала часть ожидаемых доходов из-за пиратства, в отдельных местах стояла угроза полного прекращения продаж игр для Amiga, из-за того что игры было легко скопировать. Некоторые игры, например, Wings, были взломаны и распространились среди игроков ещё до релиза.

### Релизы
- Defender of the Crown (1986, Apple IIGS, Amiga, Atari ST, Commodore 64, NES, ZX Spectrum, Amstrad CPC, DOS, Macintosh)[1]
- S.D.I. (1986, Amiga, Atari ST, Amstrad CPC, Commodore 64, ZX Spectrum, DOS, Macintosh)[2]
- The King of Chicago (1987, Apple IIGS, Amiga, Atari ST, DOS, Macintosh)[3]
- Sinbad and the Throne of the Falcon (1987, Apple IIGS, Amiga, Atari ST, Commodore 64, DOS)[4]
- The Three Stooges (1987, Apple IIGS, Amiga, Commodore 64, DOS, NES)[5]
- Rocket Ranger (1988, Apple IIGS, Amiga, Commodore 64, DOS, NES)[6]
- TV Sports: Football (1988, Amiga, Atari ST, Commodore 64, DOS)[7]
- Lords of the Rising Sun (1988, Amiga, Atari ST, DOS)[8]
- It Came from the Desert (1989, Amiga, Atari ST, Mega Drive, Turbo Grafx 16, DOS)[9]
- The Kristal (1989, Amiga, Atari ST, DOS)[10]
- TV Sports: Baseball (1989, Amiga)
- TV Sports: Basketball (1990, Amiga, DOS)[11]
- Antheads: It Came from the Desert 2 (1990, Amiga)[12]
- Wings (1990, Amiga)[13]
- TV Sports: Boxing (1991, Amiga, DOS)

## Cinemaware Inc. (2000—2005)
Lars Fuhrken-Batista приобрёл права на торговую марку Cinemaware и ассоциированную с ней интеллектуальную собственность, и основал Cinemaware Inc. в 2000 году. Сразу после этого компания подготовила переиздание классических игр Cinemaware на платформах Microsoft Windows и Apple Macintosh. Эти редакции, названные «Digitally Remastered», имели тот же геймплей что и оригиналы, но с улучшенной графикой. Некоторые игры также были портированы на портативные системы, такие как Game Boy Advance. На сайте Cinemaware были выложены образы дисков с их классическими играми, для использования под эмуляторами.
Cinemaware Inc. также разработала новые версии своих классических игр. Первой игрой в этом направлении стала Robin Hood: Defender of the Crown, на современном 3D-движке, выпущена в сентябре 2003 года под Windows, на PlayStation 2 и Xbox. Но выход игры на рынок не был удачным, из-за недостаточного маркетинга и плохих обзоров. После выхода патча 1.02 для Robin Hood: Defender of the Crown больше не было никаких официальных анонсов о работе компании над другими играми.

### Релизы
- Robin Hood: Defender of the Crown (2003, PS2, Xbox, Windows)
- Defender of the Crown (GBA)
- The Three Stooges (GBA, PlayStation)
- Wings (2003, GBA)
- Defender of the Crown: Digitally Remastered Edition (Windows, Macintosh)[14]
- The Three Stooges: Digitally Remastered Edition (2002, Windows, Mac)[15]
- Wings: Digitally Remastered Edition (отложена, Windows, Mac)
- Lords of the Rising Sun: Digitally Remastered Edition (отложена, Windows, Mac)
- Wings Remastered (2014, Windows, Mac)

## Поглощение
6 октября 2005 года Cinemaware была куплена компанией eGames, Inc. — издателем игр, которая ориентировалась в основном на семейные игры.
Через небольшое время после поглощения, eGames анонсировала Cinemaware Marquee — издательский лейбл, под которым должны выйти новые игры для рынка США.
eGames также выпустила версию Defender of the Crown на Adobe Flash — Defender of the Crown: Heroes Live Forever.

### Релизы Cinemaware Marquee
- Buccaneer’s Bounty
- Deer Drive
- Darwinia
- Moscow to Berlin: Red Siege
- Neighbors From Hell: On Vacation
- Space Rangers 2: Rise of the Dominators
- Wizard’s War Chest